# Recopa Africana 2001
La Recopa Africana 2001 es la 27.ª edición de este torneo de fútbol a nivel de clubes de África organizado por la CAF y que contó con la participación de 37 equipos campeones de copa de sus respectivos países, 1 menos que en la edición anterior.
El Kaizer Chiefs de Sudáfrica venció en la final al Interclube de Angola para ser el primer equipo sudafricano en ganar el título y también ganó el título de Club Africano del Año 2001.

## Ronda Preliminar
Los partidos de ida se jugaron los días 17 y 18 de enero, y los de vuelta el 4 de marzo.
| Equipo 1              | Agr. | Equipo 2              | Ida | Vuelta |
| --------------------- | ---- | --------------------- | --- | ------ |
| Gazelle               | 5-2  | Sporting              | 5-2 | w.o.1  |
| Mhlume United         | 0-3  | Mogoditshane Fighters | 0-3 | 0-0    |
| Mukura Victory Sports | 1-3  | Atlético              | 1-0 | 0-3    |
| US Stade Tamponnaise  | 5-2  | Lesotho Defence Force | 5-0 | 0-2    |
| AO Evizo              | 6-1  | Deportivo Unidad      | 1-0 | 5-1    |

1- El Gazelle no se presentó al partido de vuelta, pero el Sporting abandonó el torneo después del partido de ida.

## Primera Ronda
Los partidos de ida se jugaron entre los días 30 de marzo y 8 de abril, y los de vuelta entre el 13 y el 19 de abril.
| Equipo 1              | Agr.         | Equipo 2         | Ida | Vuelta |
| --------------------- | ------------ | ---------------- | --- | ------ |
| ASC Port Autonome     | 1-2          | Club Africain    | 1-1 | 0-1    |
| Gazelle               | 2-3          | AS Saint-Luc     | 0-1 | 2-2    |
| Olympic FC            | 0-6          | Stade d'Abidjan  | 0-2 | 0-4    |
| COB                   | 0-11         | Interclube       | 0-3 | 0-8    |
| FAR Rabat             | 2-1          | Al-Hilal         | 2-0 | 0-1    |
| AO Evizo              | w/o1         | Okwawu United    | -   | -      |
| Steve Biko            | 1-2          | CR Béni Thour    | 1-0 | 0-2    |
| Vita Club Mokanda     | 1-1 (4-5 p.) | Niger Tornadoes  | 1-0 | 0-1    |
| Atlético              | w/o2         | Kumbo Strikers   | -   | -      |
| Matchedje             | w/o3         | Ethiopian Coffee | -   | -      |
| Mathare United        | 2-3          | Ismaily          | 1-1 | 1-2    |
| FC Djivan             | w/o4         | Simba SC         | -   | -      |
| Al-Hilal              | 0-2          | Zamalek          | 0-1 | 0-1    |
| Nkana FC              | 3-0          | Military Police  | 3-0 | w/o5   |
| Mogoditshane Fighters | 4-4 (v.)     | Sunshine SC      | 3-2 | 1-2    |
| US Stade Tamponnaise  | 2-3          | Kaizer Chiefs    | 1-1 | 1-2    |

1- El Okwawu United abandonó el torneo antes de jugar el partido de ida.
2- El Atlético abandonó el torneo antes del partido de ida.
3- El Matchedje abandonó el torneo antes del partido de ida.
4- El FC Djivan abandonó el torneo antes del partido de ida.
5- El Military Police abandonó el torneo antes del partido de vuelta.

## Segunda Ronda
Los partidos de ida se jugaron entre el 11 y el 13 de mayo, y los de vuelta los días 26 y 27 de mayo.
| Equipo 1        | Agr.         | Equipo 2         | Ida | Vuelta |
| --------------- | ------------ | ---------------- | --- | ------ |
| Club Africain   | 3-1          | AS Saint-Luc     | 2-0 | 1-1    |
| Stade d'Abidjan | 1-1 (1-3 p.) | Interclube       | 1-0 | 0-1    |
| FAR Rabat       | 3-3 (v.)     | AO Evizo         | 3-1 | 0-2    |
| CR Béni Thour   | 1-2          | Niger Tornadoes  | 1-0 | 0-2    |
| Kumbo Strikers  | 1-0          | Ethiopian Coffee | 1-0 | 0-0    |
| Ismaily         | 2-1          | Simba SC         | 2-0 | 0-11   |
| Zamalek         | 4-2          | Nkana FC         | 2-0 | 2-2    |
| Sunshine SC     | 0-5          | Kaizer Chiefs    | 0-2 | 0-3    |

1- El partido de vuelta fue abandonado al minuto 46 debido a que la gramilla se inundó cuando el Simba SC ganaba 2-0 y el global se empató 2-2. El partido se reprogramó y el Simba SC ganó 1-0, per el Ismaily ganó en el global 2-1. El partido original de vuelta tuvo 2 incidentes: Primero los jugadores del Ismaily agredieron físicamente al réferee luego de que éste le concediera un penal al Simba SC que les dio la ventaja 2-0, provocando un enfrentamiento entre la policía y los jugadores del Ismaily. En el segundo incidente el jugador del Ismaily Emad El-Nahhas fue atacado por un aficionado son una botella quebrada, aunque nadie resultó con lesiones graves.

## Cuartos de final
Los partidos de ida se jugaron entre el 7 y el 9 de septiembre, y los de vuelta los días 21, 23 y 24 de septiembre.
| Equipo 1        | Agr.     | Equipo 2       | Ida | Vuelta |
| --------------- | -------- | -------------- | --- | ------ |
| Zamalek         | 2-3      | Club Africain  | 1-0 | 1-3    |
| Kaizer Chiefs   | 1-1 (v.) | Ismaily        | 0-0 | 1-1    |
| Niger Tornadoes | 1-4      | Interclube     | 1-0 | 0-4    |
| AO Evizo        | 0-3      | Kumbo Strikers | 0-1 | 0-2    |

## Semifinales
Los partidos de ida se jugaron el 13 y el 14 de octubre, y los de vuelta el 27 y 28 de octubre.
| Equipo 1      | Agr. | Equipo 2       | Ida | Vuelta |
| ------------- | ---- | -------------- | --- | ------ |
| Kaizer Chiefs | 3-0  | Club Africain  | 2-0 | 1-0    |
| Interclube    | 4-0  | Kumbo Strikers | 3-0 | 1-0    |

## Final
| Equipo 1   | Agr. | Equipo 2      | Ida | Vuelta |
| ---------- | ---- | ------------- | --- | ------ |
| Interclube | 1-2  | Kaizer Chiefs | 1-1 | 0-1    |

## Campeón
| Recopa Africana 2001                          |
| --------------------------------------------- |
| Bandera de Sudáfrica                          |
| Campeón Invicto Kaizer Chiefs F. C. 1º título |